# Cantón de Rohrbach-lès-Bitche
El cantón de Rohrbach-lès-Bitche era una división administrativa francesa, que estaba situada en el departamento de Mosela y la región de Lorena.

## Composición
El cantón estaba formado por quince comunas:
- Achen
- Bettviller
- Bining
- Enchenberg
- Etting
- Gros-Réderching
- Kalhausen
- Lambach
- Montbronn
- Petit-Réderching
- Rahling
- Rohrbach-lès-Bitche
- Schmittviller
- Siersthal
- Soucht

## Supresión del cantón de Rohrbach-lès-Bitche
En aplicación del Decreto nº 2014-183 de 18 de febrero de 2014,el cantón de Rohrbach-lès-Bitche fue suprimido el 22 de marzo de 2015 y sus 15 comunas pasaron a formar parte del nuevo cantón de Bitche.